# Wakko's Wish
Wakko's Wish è un film d'animazione direct-to-video del 1999 diretto da Liz Holzman, Rusty Mills e Tom Ruegger, basato sulla serie animata Animaniacs.
Il film trasporta tutti i personaggi della serie, sia principali che secondari, in un mondo a metà tra il medievale e il fiabesco e racconta della loro ricerca della stella che può esprimere i desideri.
È l'unica produzione degli Animaniacs ad essere realizzata con inchiostro e vernice digitali (al contrario della serie originale, che usò la tecnica tradizionale).
È stata inoltre l'ultima produzione animata sulla serie prima del reboot del 2020.

## Trama
La storia si svolge nell'immaginario regno europeo di Warnerstockia, nel villaggio di Acme Falls, dove i personaggi della serie vivono insieme in armonia: i tre orfani Yakko, Wakko, e Dot (i fratelli Warner), Mignolo e Prof., Vera Peste e Cocco, Rita e Runt, ecc. Dopo la morte del re William Il Buono nel regno avviene una guerra civile, e Warnerstockia viene conquistata dal vicino stato di Ticktokia governato da re Salazar, che opprime la popolazione, mentre la città viene posta sotto il controllo dell'avido barone von Plotz e del suo braccio destro Ralph il contabile.
I cittadini hanno perso la speranza, ma non Wakko, che decide di lasciare il villaggio per guadagnare qualche soldo per sé e per gli altri abitanti. Un anno dopo torna con un mezzo penny che intende usare per pagare l'operazione di cui ha bisogno la sorella Dot, gravemente malata. Ma il barone von Plotz inventa una nuova tassa per derubarlo, deludendo le speranze dei cittadini. La notte successiva, Yakko racconta a Dot la storia della sua nascita per consolarla, mentre Wakko intona una canzone alle stelle, finché non appare un angelo (Pip) che gli parla di una stella magica che si trova oltre le montagne in grado di esaudire i desideri di chiunque la tocchi. La mattina seguente Wakko racconta la vicenda e l'intero villaggio va alla ricerca della stella magica per rendere i loro desideri realtà.
Ognuno degli abitanti vuole realizzare un desiderio. All'avventura si aggiunge anche Bottone nel solito tentativo di salvare la padroncina Mindy. Il re Salazar però, venuto a sapere della stella magica, cattura Plotz e Ralph e li incarica di fare in modo che nessuno, a parte lui, tocchi la stella e gli ordina anche di uccidere i Warner in quanto potrebbero essere un problema per lui. I due però intendono usare la stella per i loro fini e il Re, non fidandosi del barone, incarica i Picciotti di tenerli d'occhio, senza sapere che anche loro vogliono esprimere un desiderio.
Plotz e Ralph trovano i tre fratelli e tentano di ucciderli bombardandoli, e dopo un rocambolesco inseguimento, i tre fratelli si apprestano a toccare la stella ma vengono catturati dai soldati del re, che imprigiona la popolazione di Acme Falls. Salazar, deluso da Plotz e Ralph, li fa arrestare e imprigiona anche i Picciotti, ordina poi alle guardie di giustiziare i Warner, ma questi, fingendo di conoscere un segreto sulla stella, convincono il re a risparmiargli la vita e a condurli a palazzo. Una volta lì, iniziano a prenderlo in giro e quest'ultimo, furioso, gli mostra le loro peggiori paure. Yakko gli rivela che non conta cosa desideri ma come lo desideri e Salazar furioso ordina alle guardie di ucciderli, ma Dot, grazie alla sua dolcezza, riesce a convincere il Capitano delle guardie a lasciarli in vita. I Warner iniziano quindi a correre verso la stella ma il Re, accortosi della loro fuga, ordina ai suoi uomini di aprire il fuoco su di loro e li colpiscono con una cannonata. A causa dell'urto Dot apparentemente muore tra le braccia di Yakko, tutti i cittadini di Acme Falls piangono e i soldati si infuriano con il re per la sua crudeltà.
Wakko però, approfittando della confusione, corre verso la stella e riesce a toccarla. Dot rivela di essere solo svenuta e Wakko esprime il desiderio di avere due mezzi penny, così i tre fratelli diventano gli eroi della popolazione. Wakko utilizza il primo per far ripartire l'economia della città e il secondo per pagare l'operazione di Dot, che si rivela essere un intervento di chirurgia plastica. In ospedale, grazie ad un certificato di nascita, i tre scoprono di essere i legittimi eredi al trono, figli di Re William, fatti allontanare da Salazar che sperava di non rivederli mai più. L'usurpatore quindi viene espulso dal palazzo. Diventati i sovrani, i Warner fanno in modo che tutti i loro amici realizzino i loro desideri. Così alla fine tutti vissero felici e contenti.

## Produzione
Animaniacs aveva raggiunto un grande successo in tutto il mondo, ma verso la fine degli anni 90, Kids WB (il canale che trasmetteva lo show) ottenne gratis i diritti per trasmettere l'anime Pokémon (che aveva più successo) e decise di cancellare lo show per concentrarsi su produzioni meno costose. Gli autori della serie, nel 1998, crearono un episodio di quasi un'ora e vi era la possibilità di renderlo un film. Tuttavia i produttori hanno deciso di mandarlo in onda come due episodi separati (Hooray for Hollywood North - parte 1 e 2).

## Distribuzione
Wakko's Wish fu pubblicato solo su VHS, distribuito da Warner Home Video il 21 dicembre 1999 negli Stati Uniti d'America e in Canada. Una versione in francese fu pubblicata nelle province del Canada con il titolo Wakko et l'étoile magique. Dal 25 agosto 2008 la versione inglese del film è disponibile anche su iTunes Store USA e Canada.
In televisione fu trasmesso su Cartoon Network e Teletoon.
Nel Nord America uscì in DVD il 7 ottobre 2014, poco dopo la morte di Liz Holzman (nel 2014) e Rusty Mills (nel 2012), due dei principali registi del film.

## Doppiaggio
| Personaggio            | Doppiatore originale |
| ---------------------- | -------------------- |
| Wakko                  | Jess Harnell         |
| Dot                    | Tress MacNeille      |
| Yakko                  | Rob Paulsen          |
| Prof.                  | Maurice LaMarche     |
| Mignolo                | Rob Paulsen          |
| Dr. Otto Scratchansiff | Rob Paulsen          |
| Hello Nurse            | Tress MacNeille      |
| Ralph T. Guard         | Frank Welker         |
| Thaddeus Plotz         | Frank Welker         |
| Marita Hippo           | Tress MacNeille      |
| Flavio Hippo           | Frank Welker         |
| Squit                  | Maurice LaMarche     |
| Mindy                  | Nancy Cartwright     |
| Madre di Mindy         | Tress MacNeille      |
| Vera Peste             | Sherri Stoner        |
| Cocco                  | Nathan Ruegger       |
| Bottone                | Frank Welker         |
| Runt                   | Frank Welker         |
| Pesto                  | Chick Vennera        |
| Bobby                  | John Mariano         |
| Rita                   | Bernadette Peters    |
| King Salazar           | Paxton Whitehead     |
| Pip                    | Ben Stein            |
| Baloney                | Jeff Bennett         |
| Mr. Director           | Paul Rugg            |
| Minerva Mink           | Julie Brown          |
| Capitano della guardia | Jeff Bennett         |